# ريفل (كولورادو)
ريفل (بالإنجليزية: Rifle)‏ هي مدينة تقع في مقاطعة غارفيلد بولاية كولورادو في الولايات المتحدة. تأسست عام 1882، تبلغ مساحتها 11.2 (كم²)، وترتفع عن سطح البحر 1630 م، بلغ عدد سكانها 9172 نسمة في عام 2010 حسب إحصاء مكتب تعداد الولايات المتحدة وتصل الكثافة السكانية فيها 605.7 نسمة/كم2.

## أعلام
- روبرت وينسلو